# Lepidion guentheri
Lepidion guentheri är en fiskart som först beskrevs av Giglioli, 1880.  Lepidion guentheri ingår i släktet Lepidion och familjen Moridae. Inga underarter finns listade i Catalogue of Life.